# Ranguana Caye
Ranguana Caye (dt.: „Leguan-Riffinsel“ im lokalen Dialekt) ist eine kleine Privatinsel vor der Küste von Belize, etwa 16 km östlich von Dangriga.

## Geographie
Die Insel liegt am äußeren Rand des Belize Barrier Reef und liegt im Schutzgebiet South Water Caye Marine Reserve im Stann Creek District. Die Insel hat eine Fläche von nur 0,8 ha (2 Acre), sie verfügt über einen Landungssteg und Ankerplätze für Besucher. Es werden Tagestouren vom Belize Ocean Club aus angeboten, einem Hotel in Maya Beach Village bei Placencia und Unternehmen von Muy’Ono Properties. Auf Ranguana Caye gibt es drei rustikale Hütten für Übernachtungsgäste, Bully's Beach Bar, einen Grill und Kompostierungs-Toiletten.

## Freizeitaktivitäten
Das Schutzgebiet ist berühmt für seinen Artenreichtum und Schnorcheln und Angeln sind beliebte Freizeitaktivitäten.

## Geschichte
Eine Legenden über die Geschichte der Insel besagt, dass sie im 17. Jahrhundert ursprünglich Cayo Renegado genannt wurde, weil sie der Stützpunkt des Renegaten Diego el Mulato gewesen sei.